# Lisa von Solms
Lisa von Solms (* um 1312; † 6. Februar 1409 in Nottuln) war Äbtissin im Stift Nottuln.

## Leben

### Herkunft und Familie
Lisa von Solms entstammte dem Hochadelsgeschlecht Solms und war die Tochter des Grafen Heinrich zu Solms, genannt von Ottenstein († 1353), und dessen Gemahlin Sophia von Ahaus († 1358), Tochter des Otto von Ahaus-Ottenstein. Ihr Bruder Johann war in Zwist mit dem Hochstift Münster, der 1395 in der münsteranischen Belagerung der vom Vater erheirateten Burg Ottenstein gipfelte, die ein Jahr andauerte und schließlich zur Gefangensetzung des Solmser Grafen und dem Verlust der Burg führte.
Ihr Bruder Heinrich war Dompropst in Münster, Simon und Otto Domherren in Münster. Ihr Vater gehörte dem 1336 vom Bischof Ludwig eingesetzten Stiftsrat an, der für eine sorgfältigere Stiftsverwaltung eintreten sollte.

### Werdegang und Wirken
Lisa löste ihre Vorgängerin Lisa von Katzenelnbogen (Äbtissin von 1332 bis 1358) im Jahre 1360 ab und bekleidete dieses Amt bis zu ihrem Tode im Jahre 1409. Urkundlich erwähnt wurde sie erstmals am 23. Mai 1360. Die Wirtschaftslage des Klosters war außerordentlich schlecht, sodass nach Lisas Tod zunächst jeweils die Priorin oder eine prädestinierte Konventualin die Leitung übernahm. Erst im Jahre 1428 wurde mit Richardis von Merode eine Äbtissin eingesetzt.